# Слепцов, Василий Александрович
Васи́лий Алекса́ндрович Слепцо́в (19 февраля 1890, Тульская губерния — 26 мая 1968, США) — штабс-капитан Российской императорской армии, участник Первой мировой и Гражданской войн. Кавалер Георгиевского оружия (1917). После Октябрьский революции присоединился к Белому движению, служил в Добровольческой армии и Вооруженных силах Юга России, был произведён в ротмистры. Затем жил в эмиграции в Бельгии и США.

## Биография
Василий Слепцов родился 19 февраля 1890 года в Тульской губернии, его родителями были потомственные дворяне. Образование получил в 3-м Московском кадетском корпусе, по окончании которого, в 1908 году, поступил в Елисаветградское кавалерийское училище.
6 августа 1911 года Василий Александрович был выпущен из кавалерийского училища в чине корнета в 1-й гусарский Сумский полк. 10 сентября 1913 года был произведён в чин поручика. 21 января 1914 года поручик Слепцов был командирован в Авиационный отдел Офицерской воздухоплавательной школы, а 20 июля того же года окончил Гатчинскую авиационную школу (по другим данным, окончил её в 1915 году), после чего получил назначение в 5-ю авиационную роту Гренадерского корпусного авиационного отряда.
Принимал участие в воздушных боях Первой мировой войны. 27 апреля 1915 года был назначен на должность командира сводного авиационного отряда, в которой находился чуть более месяца, до 7 июня. 30 ноября 1915 года Василий Слепцов был назначен в 20-й корпусной авиационный отряд. С 10 января 1916 года вновь служил в Гренадерском корпусном авиационном отряде, и до 12 сентября был его начальником. 12 сентября 1916 года Василий Слепцов был переведён в 5-й авиационный парк, а на следующий день после этого, 13 сентября стал временно исполняющим дела помощника командира парка. Через два месяца, 12 ноября был назначен заведующим аэродромом и фотолабораторией 5-го авиационного парка, при этом сумел сохранить за собой предыдущую должность. 28 января 1917 года Василий Слепцов получил чин штаб-ротмистра. С 5 августа 1917 года находился в резерве чинов Двинского военного округа.
После Октябрьской революции, Слепцов присоединился к Белому движению. Изначально служил в 1-м бронеавтомобильном дивизионе Добровольческой армии. 19 февраля 1918 года Слепцов был прикомандирован к Авиационному парку Добровольческой армии, находясь в прикомандировании был произведён в ротмистрский чин. Затем, до мая 1919 год был прикомандирован к 1-му авиационному парку Вооруженных сил Юга России (ВСЮР). 21 мая 1919 года Василий Слепцов был откомандирован в 1-ю Терскую казачью дивизию ВСЮР.
В 1925 году Василий Слепцов эмигрировал в Бельгию, затем, в 1951 году — в США, где и скончался после 1960 года.

## Семья
Старший брат Василия — Сергей Слепцов (род. приблизительно 1885) также получил образование в Елисаветградском кавалерийском училище, служил в 9-м Киевском гусарском полку, затем в 1-м Сумском гусарском полку, где был произведён в подполковники. Служил во ВСЮР, в начале 1920 года был эвакуирован из Новороссийска, перед началом осени — из Феодосии. Эмигрировав, поселился в Германии. Погиб во время одной из бомбардировок Берлина, в период с 1943 по 1945 год. Имел жену и сына, которые по состоянию на 1920 год находились на Лемносе.

## Награды
Василий Слепцов был удостоен следующих наград:
- Георгиевское оружие (Приказ по армии и флоту от 3 апреля 1917)
— «за то, что, будучи в чине поручика, 24-го, 26-го и 27-го марта 1916 г. управляя воздухоплавательным прибором под действительным артиллерийским огнем батарей противника, с самолёта дал возможность наблюдателю произвести фотографические снимки, обнаружившие расположение неприятельских батарей, обозов и позиций, чем доставил своевременно сведения особой важности, пользование которыми существенно повлияло на успешный ход операции»;
- Орден Святой Анны 2-й степени с мечами (Приказ по армиям Западного фронта № 637 от 1916)
— «за разведки в период Ченстоховских боев»;
- Орден Святой Анны 2-й степени (повторно; Приказ по армиям Северо-Западного фронта № 1624 от 1916)
— «за участие в ночном налете с забрасыванием бомбами стан. Циткемен»;
- Орден Святой Анны 3-й степени с мечами и бантом (Высочайший приказ от 9 ноября 1914)
— «за разведки в 1-й период Люблинских боев»;
- Орден Святой Анны 4-й степени с надписью «За храбрость» (Приказ по армии и флоту от 27 марта 1917)
— «за разведки в период с 30 марта по 5 октября 1915 г.»;
- Орден Святого Станислава 3-й степени (Высочайший приказ от 3 апреля 1915)
— «за окончание Военной авиационной школы»;